# Cedars of Lebanon
〈Cedars of Lebanon〉은 아일랜드의 록밴드 U2의 노래이다. 2009년 음반 《No Line on the Horizon》에 열한 번째이자 마지막 수록곡으로 수록되었다. 제목의 의미는 레바논시다이다. 이 노래는 복잡한 삶을 단순한 헤드라인으로 축소시키고, 장미의 향기가 오래 머물다가 그냥 가버리는 엉망진창의 세상을 구경하는 전쟁특파원의 시점으로 진행된다. 브라이언 이노가 해럴드 버드와 함께 1984년에 작업한 음반 《The Peal》에 수록된 〈Against the Sky〉를 샘플링하였다.

## 평가
뉴욕 타임스의 존 파렐레스는 이 음반을 리뷰하면서 〈Cedars of Lebanon〉을 "전쟁, 이별, 적개심에 대한 침울한 명상"이라고 표현하였다.

## 크레딧
U2
- 보노 - 리드 보컬, 기타
- 디 에지 - 기타, 백 보컬, 피아노
- 아담 클레이튼 - 베이스 기타
- 래리 멀런 주니어 - 드럼, 타악기

기술
- 다니엘 라누아 - 프로듀싱, 믹싱
- 토니 만구리안 - 엔지니어링
- 디클랜 가프니 - 믹싱, 추가 엔지니어링
- 리처드 레인리 - 추가 엔지니어링